# Exile on Mainstream
Az Exile on Mainstream a Matchbox Twenty legnagyobb slágereit tartalmazó, dupla CD-s válogatásalbum, az első CD-n hat új, a másodikon pedig tizenegy, korábban már megjelent számmal. Az album 2007. október 2-án, napra pontosan 11 évvel az együttes első albuma, a Yourself or Someone Like You megjelenése után került piacra.

## Az albumról
Az együttes első három albumától eltérően, amelyek producere Matt Serletic volt, az együttes az új dalokat a Grammy-díjas Steve Lillywhite irányításával, 2007 áprilisa és júniusa között Los Angelesben vette fel. Rob Thomas így nyilatkozott a producerváltásról: "Matt Serletic egyszerűen elképesztő, de hangzásilag már mindent kipróbáltunk vele, amit csak lehetett."
Míg a korábbi lemezeken az énekes Rob Thomas szerzeményei és hangzásvilága domináltak, az új felvételeken valamennyi tag közreműködött mind a dallam, mind a dalszövegek megírásában. Paul Doucette, a csapat eddigi dobosa ezúttal gitáron játszik, miután Adam Gaynor gitáros 2005-ben távozott az együttesből.
Rob Thomas így összegezte az új albumot: „Ez az albumunk más, mint bármelyik másik, amit korábban együtt készítettünk, és a szóló albumomtól is különbözik. Egy hétre mindannyian összegyűltünk a házamban, mindannyiunknak voltak ötletei, azonban a hangzást nagyon nehéz volt összeegyeztetnünk. A különböző elképzelésekből, valamint abból, hogy Steve-vel dolgozhattunk együtt, a korábbi albumokhoz képest egy sokkal nyersebb, energikusabb és élőbb hangvételt sikerült létrehoznunk.” "Ez az első alkalom, hogy úgy alkottunk, mint egy csapat. Az előző albumon volt néhány dal, amin közösen dolgoztunk, azonban ezúttal az összesen."
Paul Doucette, egy friss kezdetnek nevezte az új lemezt. "Olyan, mintha lezártunk volna egy fejezetet, és most egy újat kezdenénk – vélte.
Az album címe nem kevés öniróniát tartalmaz, valamint kis szójátékot rejt, utalva a Rolling Stones 1972-es Exile on Main St. albumcímére.

## Az album dalai
| 1. CD (új dalokkal) | 1. CD (új dalokkal)                                        | 1. CD (új dalokkal) | 1. CD (új dalokkal) | 1. CD (új dalokkal) | 1. CD (új dalokkal) | 1. CD (új dalokkal) | 1. CD (új dalokkal) | 1. CD (új dalokkal) | 1. CD (új dalokkal) |
|                     | Cím                                                        | Szerző(k)           | Hossz               |                     |                     |                     |                     |                     |                     |
| ------------------- | ---------------------------------------------------------- | ------------------- | ------------------- | ------------------- | ------------------- | ------------------- | ------------------- | ------------------- | ------------------- |
| 1.                  | How Far We've Come                                         |                     | 3:31                |                     |                     |                     |                     |                     |                     |
| 2.                  | I'll Believe You When                                      |                     | 3:16                |                     |                     |                     |                     |                     |                     |
| 3.                  | All Your Reasons                                           |                     | 2:40                |                     |                     |                     |                     |                     |                     |
| 4.                  | These Hard Times                                           |                     | 3:48                |                     |                     |                     |                     |                     |                     |
| 5.                  | If I Fall                                                  |                     | 2:48                |                     |                     |                     |                     |                     |                     |
| 6.                  | Can't Let You Go                                           |                     | 3:28                |                     |                     |                     |                     |                     |                     |
| 7.                  | Come Dancing (csak az iTunes Store katalógusból érhető el) | Ray Davies          | 3:38                |                     |                     |                     |                     |                     |                     |
| 23:50               |                                                            |                     |                     |                     |                     |                     |                     |                     |                     |

| 2. CD (válogatás) | 2. CD (válogatás) | 2. CD (válogatás)                          | 2. CD (válogatás)            | 2. CD (válogatás) | 2. CD (válogatás) | 2. CD (válogatás) | 2. CD (válogatás) | 2. CD (válogatás) | 2. CD (válogatás) |
|                   | Cím               | Szerző(k)                                  | Eredeti album                | Hossz             |                   |                   |                   |                   |                   |
| ----------------- | ----------------- | ------------------------------------------ | ---------------------------- | ----------------- | ----------------- | ----------------- | ----------------- | ----------------- | ----------------- |
| 1.                | Long Day          |                                            | Yourself or Someone Like You | 3:45              |                   |                   |                   |                   |                   |
| 2.                | Push              | Thomas, Matt Serletic                      | Yourself or Someone Like You | 3:57              |                   |                   |                   |                   |                   |
| 3.                | 3 A.M.            | Thomas, John Goff, Jay Stanley, Brian Yale | Yourself or Someone Like You | 3:44              |                   |                   |                   |                   |                   |
| 4.                | Real World        |                                            | Yourself or Someone Like You | 3:50              |                   |                   |                   |                   |                   |
| 5.                | Back 2 Good       | Thomas, Serletic                           | Yourself or Someone Like You | 5:37              |                   |                   |                   |                   |                   |
| 6.                | Bent              |                                            | Mad Season                   | 4:16              |                   |                   |                   |                   |                   |
| 7.                | If You're Gone    |                                            | Mad Season                   | 4:34              |                   |                   |                   |                   |                   |
| 8.                | Mad Season        |                                            | Mad Season                   | 5:07              |                   |                   |                   |                   |                   |
| 9.                | Disease           | Thomas, Mick Jagger                        | More Than You Think You Are  | 3:38              |                   |                   |                   |                   |                   |
| 10.               | Unwell            |                                            | More Than You Think You Are  | 3:48              |                   |                   |                   |                   |                   |
| 11.               | Bright Lights     |                                            | More Than You Think You Are  | 4:01              |                   |                   |                   |                   |                   |
| 46:17             |                   |                                            |                              |                   |                   |                   |                   |                   |                   |

## Toplistás helyezések
| Listák (2007)                               | Legjobb helyezés |
| ------------------------------------------- | ---------------- |
| Ausztrália (ARIA Top 50 Albums)             | 1                |
| Ausztria (Ö3 Austria Top 40)                | 54               |
| Kanada (Billboard Canadian Albums Chart)    | 8                |
| Hollandia (Dutch Charts Album Top 100)      | 98               |
| Németország (Media Control Top 100 Album)   | 28               |
| Írország (IRMA)                             | 9                |
| Japán (Oricon)                              | 135              |
| Új-Zéland (Recorded Music NZ Top 40 Albums) | 2                |
| Svájc (Schweizer Hitparade Top 100 Albums)  | 46               |
| Egyesült Királyság (UK Albums Chart)        | 53               |
| USA Billboard 200                           | 3                |
| USA Top Alternative Albums (Billboard)      | 1                |
| USA Top Rock Albums (Billboard)             | 1                |

| Lista (2007)                                | Legjobb helyezés |
| ------------------------------------------- | ---------------- |
| Ausztrália (ARIA Top 50 Albums)             | 11               |
| Új-Zéland (Recorded Music NZ Top 40 Albums) | 24               |
| USA Billboard 200                           | 162              |
| Lista (2008)                                | Legjobb helyezés |
| Ausztrália (ARIA Top 50 Albums)             | 27               |
| USA Billboard 200                           | 116              |

| Ország (szervezet)                               | Minősítés  | Eladások |
| ------------------------------------------------ | ---------- | -------- |
| Ausztrália (ARIA)                                | 3× Platina | ?        |
| Kanada (Music Canada)                            | Arany      | ?        |
| Új-Zéland (RMNZ)                                 | Platina    | ?        |
| Egyesült Államok (RIAA)                          | Arany      | 827 000^ |
| ^ Eladási adat csak eredeti tanúsítvány alapján. |            |          |

### Kislemezek
| Év                                                            | Cím                | Helyezések | Helyezések | Helyezések     | Helyezések | Helyezések | Helyezések | Helyezések | Helyezések | Helyezések | Helyezések | Helyezések | Eladási minősítések                        |
| Év                                                            | Cím                | USA        | USA Adult  | USA Adult Alt. | USA Pop    | AUS        | CAN        | GER        | NLD        | NZL        | UK         | HUN        | Eladási minősítések                        |
| ------------------------------------------------------------- | ------------------ | ---------- | ---------- | -------------- | ---------- | ---------- | ---------- | ---------- | ---------- | ---------- | ---------- | ---------- | ------------------------------------------ |
| 2007                                                          | How Far We've Come | 11         | 3          | 10             | 14         | 7          | 4          | —          | —          | 11         | 157        | 3          | - USA: Platina - AUS: Platina - NZL: Arany |
| 2008                                                          | All Your Reasons   | —          | —          | —              | —          | 34         | —          | —          | —          | —          | —          | —          | —                                          |
| 2008                                                          | These Hard Times   | —          | 7          | —              | 40         | —          | —          | —          | —          | —          | —          | —          | —                                          |
| "—" nem fért fel a listára, vagy nem jelent meg az országban. |                    |            |            |                |            |            |            |            |            |            |            |            |                                            |

## A dalokról
Long Day
Az együttes első albumának első kislemezszáma. Rob Thomas egyik kapcsolatáról szól a dal, amelyben arról énekel, hogy egy rosszul sikerült napon minden pillanat egy örökkévalóságnak tűnik.
Push
Ez a dal irányította rá az együttesre a figyelmet és hozta meg számukra a várva-várt sikert 1997 nyarán. Eleinte sokan félreértették, -értelmezték a dalt, mondván, hogy az a nőkkel szembeni fizikai erőszakról szól. Rob Thomas nyilatkozataiban később helyre tette a dolgot, mondván, a dal valójában érzelmi erőszakról, nyomásgyakorlásról, a partner befolyásolásáról, manipulálásáról szól, nem pedig az állítólagos fizikai erőszakról. Egyik korábbi kapcsolata ihlette a dalt, amelyben pont ő volt az, akivel szemben a barátnője ilyen „erőszakosan" viselkedett, azonban mindent eltűrt tőle, mert annyira a megszállottja volt a lánynak.
3 A.M.
Dal az énekes édesanyjáról. A szöveget Rob Thomas még tinédzserként írta, a zenét pedig első zenekara, a Tabitha's Secret tagjai szerezték. Két korábbi változata a Tabitha's Secret Don't Play with Matches című albumán is hallható. A feloszlás után a matchbox twenty tagjai „feljavították" a dalt és rátették a saját lemezükre. Rob Thomas egyik magyarázata a dalhoz: „17 és 20 éves korom között nagyon sokat stoppoltam és nagyon sok időt töltöttem hajnali 3 órakor útpadkákon üldögélve. A 3 A.M. alapérzése az, mikor sok ember vesz téged körül, de te mégis egyedül érzed magad.”
Real World
Dal az álmok és a valóság közötti távolságról. Rob Thomas egyik nyilatkozatában a következő magyarázatot fűzte a dalhoz: „…rájöttem, mindegy, korábban mivel foglalkoztam, hogy már soha nem leszek tűzoltó vagy rendőr. Vajon az emberek akkor is ugyanígy vélekednének rólam, ha egy gyorsétteremben dolgoznék?"
Back 2 Good
Az együttes egyik legszívbemarkolóbb száma. Azt meséli el, hogyan csalja meg az ember a partnerét, hogy aztán rájöjjön, milyen nehéz – ha nem lehetetlen – helyrehozni a dolgot.
If You're Gone
Rob Thomas azután írta, hogy először találkozott későbbi feleségével. Szerette volna ezzel a – szerelmes levélnek is felfogható – dallal megerősíteni az egymás iránti érzelmeiket, mivel a lány kezdetben elég riasztónak tartotta a gondolatot, hogy egy zenész kedvese, felesége legyen. Thomas a következőket mondta a dal megszületéséről: „Rögtön azután írtam, hogy találkoztam a [leendő] feleségemmel. Néhány hétre el kellett, hogy váljunk, így állandóan a telefonon lógtunk. Ekkor arra gondoltam: találkoztam ezzel a csodálatos emberrel és belegondoltam, hogy minden, amin keresztülmentem [a matchbox twenty-vel] túlságosan bonyolulttá fogja tenni, hogy felépítsek egy kapcsolatot.”
Mad Season
A dalt az együttes 1997-98-as turnéjai alatt átélt őrült, vad helyzetek inspirálták. „Meg akartam találni a módját, hogy érzelmileg kifejezhessem, mi is történt velünk az elmúlt pár évben anélkül, hogy a turnébuszra, a rajongókra, az utakra vagy bármi ehhez hasonlóra utalnék. Mindig is utáltam, mikor egy csapat arról énekel, hogy milyen rossz úton lenni, vagy egy együttes tagjának lenni. A Mad Season dokumentált minket és azokat a dolgokat, amiken keresztülmentünk, és azt, hogy minél többet tanulsz, annál kevesebbet tudsz. Van egy sor a dalban: "I feel stupid but I know it won’t last for long", mert úgy érzed, tudsz mindent, amikor belevágsz a dolgokba, aztán, ahogy egyre többet tapasztalsz, rájössz, te jó Isten, még semmit sem tudok, még annyi minden van, amit meg kell tanulnom! – nyilatkozta Thomas. Egy 2005-ös interjúban már úgy vélekedett, hogy a dal dalszerzői pályafutása egyik legrosszabbja.
Bent
Thomas házassága előtt nem tartotta magát kifejezetten szerelmesdal-írónak. Megfogalmazása szerint a Bent az új évezred dala egy egymásra utalt szerelmespárról, akik a nehézségek ellenére is kitartanak egymás mellett. Rob Thomas a következő magyarázatot fűzte a hangzáshoz: 
„Mikor a dalt hallgatod, talán azt gondolod, hogy a dal megbánt valakit. Valójában ez egy szerelmes dal. Ahelyett, hogy erős hangvételt használtam volna lágy zenével, kemény zenét írtam lágy, barátságos hangvétellel. Így az emberek azt hiszem még mindig azt hiszik, hogy dühös vagyok, bár nem tudom."
Ez volt az együttes első száma, amelyik a „Billboard Hot 100" listán 1. helyezést ért el rögtön a megjelenése hetén.
Disease
Rob Thomas Mick Jaggerrel közösen írta a dalt, ami eredetileg Jagger 2001-es Goddes on the Doorway című albumára került volna fel. A stúdiómunkálatok alatt Thomas rájött, milyen jó kis dalt írt, és szerette volna, ha a dal visszakerülne hozzá és felkerülne egy későbbi matchbox tewnty-albumra, azonban nem volt szíve visszakérni. Később Jagger felhívta és elmondta, nem érzi úgy, hogy a dal passzolna az albumához. Thomas így emlékezett vissza: „Ezt a sors akarta így. Mick felhívott és azt mondta: „Ez a te dalod, a te hangoddal nagyszerűen hangzik, neked kellene megcsinálnod.” Először arra gondoltam: mi baj van a dallal? Valami baj lehet vele, csak én nem hallom. Csak remélhettem, hogy tényleg amiatt nem akarja megcsinálni a dalt, amit mondott. Ezután persze nem is lehettem volna boldogabb, hiszen így már nem tűnt úgy, mintha visszavennék valamit, amit már egyszer odaadtam valakinek.”
A mondanivalót a következőképpen fogalmazta meg: „Ez egy boldog dal egy boldogtalan témáról. Azon dalok egyike, amelynek ha nem figyelsz a szövegére, akkor talán teljesen más elképzelésed támad arról, hogy miről is szól. A dal tulajdonképpen kommentár egy olyan kapcsolatról, amiből nem tudsz kikeveredni, annak ellenére, hogy nyakig benne vagy és tudod is, hogy nem működik, de nem hiszed, hogy véget tudnál vetni neki. A dal számomra egy hibrid, olyan mintha a Monsters of Rock bemenne a Studio 54-be."
Bright Lights
Rob Thomas egyik kedvence, kommentárja: „A dal egy nagyszerű, zongorára írt dalnak indult, amivel nem tudtuk, hogy mit kezdjünk. Aztán úgy alakult, hogy a dal úgy kezdődik el, akár egy Elton John-szám, de a vége felé már úgy hangzik, mint egy Black Crows-dal.” A csapat néha fiktív történeteket talál ki, és ezekről ír dalokat. „Hát nem lenne szar, ha valaki, akit szeretsz, elhagyna téged a nagyvárosért, és aztán kigyulladnának a rivaldafények?”-vetette fel a kérdést Thomas.
Unwell
Country-elemekkel tarkított szám. A kritikusok a dal szövege alapján először arra következtettek, hogy olyasvalakiről szól, akitől nem állnak messze a mentális problémák. Paul Doucette, az együttes dobosa helyre tette a dolgot az egyik nyilatkozatában: „Az a vicces az egészben, hogy a dal tulajdonképpen a közönséges paranoiáról szól. Elmehetünk akár a mentális problémákig is, de itt legfőképpen (egy kapcsolatban fennálló) bizonytalanságról van szó, mintsem bármi másról.”
A dal a Billboard felmérése szerint 2003 második legjátszottabb száma volt az USA-ban.

## Kritikák
„Rob Thomas generációja egyik legjobb dalszerzője, és csak még jobb lesz minden új lemezzel. Ez az új hat dal velősebb, tömörebb és dallamosabb, – amennyiben ez lehetséges – mint olyan Matchbox Twenty kedvencek, mint a Push, az Unwell és az If You’re Gone.
Ebben Steve Lillywhite producer segített, aki még vonzóbbá tette ezzel az új hangzással a csapatot.
Garantálom, hogy a These Hard Times hamarosan hatalmas rádiós sláger lesz; ez a dal már most klasszikusnak számít.
Az album -17 dallal- azon CD-k közé fog tartozni, amit nem fognak tudni leállni hallgatni.”

– Roger Friedman – FoxNews.com

„A Matchbox Twenty hat új dalával majdnem úgy hangzik, mint egy új csapat. A frenetikus dobpergésű How Far We’ve Come, a folk hangzású I’ll Believe You When, vagy a ballada-szerű Can’t Let You Go eltérnek a „Rob Thomas teljes erővel túlénekli a gitárt”-formulától, ami egy évtizeden át biztosította a sikert az együttesnek. Azonban ez nem baj: a How Far nagyszerű dal, tulajdonképpen személyes narratívájuk az apokalipszisről, derűs „ez még nem a világ vége, ahogy mind tudjuk” típusú beütéssel, és ez újszerű mélységet ad az iróniájuknak. A remaszterizált dalokat pedig fölösleges méltatni. Olyan dalok, mint a 3 AM, az If You’re Gone vagy az Unwell az amerikai rádiók rock kánonját képezik. Ha a matchbox  más típusú dolgokat csinál, csak sokkal érdekesebb lesz.”

– Billboard.com

„A dalletöltések és a fájlmegosztó programok korában a matchbox twenty kitalálta hogyan adja el válogatásalbumát: úgy, hogy felpakolt rá hat új nótát. Más válogatásalbumokra szánt új dalokkal szemben a hat új dal pont olyan jó –ha nem jobb -, mint a csapat legnagyobb slágerei. Az új dalok -ami egy hosszabb kihagyás eredménye- a matchbox twenty új oldalát fémjelzik, és amely fényes jövőt jósol a csapatnak. Olyan dalok, mint a How Far We’ve Come, vagy a Can’t Let You Go a rajongók kedvencei lesznek; ehhez kétség nem fér. Másrészről, a tizenegy régi dal a ’90-es évek végi, 2000-es évek eleji rádióadók hangzását testesítik meg. Ezek a dalok túl jók, és túlságosan jól ismertek ahhoz, hogy elutasítsuk őket. Még azoknak is, akik nem tartoznak a csapat rajongói közé, vagy akik utálják őket, meg kéne ezt a lemezt hallgatniuk, hogy rájöjjenek miről is maradtak le.”

– Mitch Michaels - 411mania.com